# Дугалова, Жанар Асылбековна
Жанар Асылбековна Дугалова (каз. Жанар Дұғалова; род. 18 января 1987, Кызылорда) — казахстанская поп-певица и актриса. Заслуженный деятель Казахстана (2015). Победительница музыкального конкурса Тюрквидение-2014. Бывшая участница казахской женской поп-группы «КешYou».

## Биография
Жанар Дугалова родилась 18 января 1987 года в казахстанском городе Кызылорда. Происходит из племени Аргын-Басентиын. Жила в Таллине, пока ей не исполнилось 3 года, затем вернулась на Родину. В возрасте 5 лет по настоянию матери она пошла в кружок эстрадной студии местного Дворца пионеров. В 6 лет она выиграла областной вокальный конкурс «Әнші балапан», позднее победила и на республиканском конкурсе. В возрасте 10 лет на детском конкурсе «Айналайын» спела дуэтом с Розой Рымбаевой. В 2001 году, будучи ученицей восьмого класса,  получила Гран-при Республиканского конкурса молодых исполнителей «Жас канат».
Позднее принимала участие во многих национальных и международных вокальных конкурсах, обладательница более 70-ти наград.
Окончила казахский лицей и музыкальную школу по классу фортепиано. Поступила в Алматинский музыкальный колледж. С 2004 года училась на эстрадном факультете ГИТИСа на курсе Валерия Гаркалина, окончила его с красным дипломом. В 2011 году снялась в казахстанском мелодраматическом фильме «Коктейль для звезды 2». С 2012 по 2014 год пела в составе казахской женской поп-группы «КешYou».
В ноябре 2014 года Жанар Дугалова принимала участие в международном музыкальном конкурсе Тюрквидение-2014 с песней «Ізін көрем» («Вижу их след»). Она одержала победу в финале конкурса, набрав 225 баллов. Указом от 3 декабря 2015 года ей было присвоено звание Заслуженного деятеля Республики Казахстан.
В 2015 году Жанар Дугалова вступила в казахстанскую правящую партию «Нур Отан». Весной 2016 года она была кандидатом в депутаты Мажилиса парламента Казахстана, однако победить на выборах ей не удалось.
В феврале 2023 года артистка подтвердила новость о том, что вскоре выходит замуж.

## Обвинения
В 2018 году преподаватель Евразийского национального университета имени Л. Н. Гумилёва Мырзантай Жакып обвинил певицу в покупке гранта, а также утверждает, что ни разу её не видел за два года на своих лекциях. Также преподаватель рассказал, что с руководства вуза идет устное распоряжение ставить певцам пятерки.

## Песни

### В составе КешYou
- Асықпа (2013)
- Қазақ қыздары (2013)
- Туған жер (2013)
- Ризамын (2013)
- Махаббат (2014)
- Қазақтың арулары (2014)

### Сольная карьера
- Таңданба (2011)
- Разве не я (2011)
- Сүйемін деші (2012)
- Сен емес (2012)
- Қарай бер (2013)
- Махаббат назы (2013)
- Кім үшін (2013)
- Бір сұрақ (2013)
- Уайымдама (2013)
- Ізін көрем (2014)
- Сен мені түсінбедің (в дуэте с Кайратом Нуртасом, 2014)
- Айта Берсін (2015)
- Әке-бала (2015)
- Жаңбырлы түн (в дуэте с Нурболатом Абдуллиным, 2015)
- Мұның дұрыс болмады (в дуэте с Нуржаном Керменбаевым, 2016)
- Ала кетпедің (2017)
- Сүйем — Жек көрем (2018)
- Ақымақ болма (2020)
- Бір бала ( в дуэте с М.Садвакасова, И. Едильбаева, 2020)[12]
- Болды (в дуэте с Аmre, 2023)
- Бұл да өтеді (2024)
- Мен қалам (2024)
- Есімдер (2024)

## Фильмография
| Год  | Название                             | Роль            |
| ---- | ------------------------------------ | --------------- |
| 2011 | «Коктейль для звезды 2»              | Жадыра          |
| 2011 | «Сердце моё — Астана» (киноальманах) | подруга Аружан  |
| 2012 | Ғашық жүрек (сериал)                 | Жанар           |
| 2014 | «Любовь всегда в моём сердце»        | Аида            |
| 2015 | «Любовь всегда в моём сердце-2»      | Аида            |
| 2015 | «Рэкетир 2: Возмездие»               | подруга Альбины |
| 2017 | «Наурыз»                             | Айдана          |
| 2023 | «Умри или вспомни»                   | Айка            |
| 2024 | «Жаңа Жанель» (сериал)               | Жанель          |